# 熊紹華
熊紹華（？—），贵州贵阳人，中国近代政治人物。

民国22年（1933年），擔任中华民国遵义府婺川縣縣長。后由古大均接任。